# IS-3
IS-3 (ryska: ИС-3), tidsenligt transkriberat JS-III, projektnamn Objekt 703 (Объект 703), var en tung stridsvagn konstruerad under andra världskrigets slut och den tredje i serien vagnar döpta efter Josef Stalin (Иосиф Сталин), en fortsättning av KV-serien. IS-3 kom ut på förband efter krigsslutet, och räknas därför som en av de första efterkrigsårens sovjetiska stridsvagnar. På grund av den karakteristiska formen på främre delen av pansaret fick den smeknamnet "Gädda".

## Bakgrund
I april 1944 började en grupp tekniker från Stalins militärakademi för mekanisering och motorisering undersöka utslagna stridsvagnar på slagfälten vid Kursk. Genom att analysera vilka delar av chassi och torn som träffats, och hur träffarna påverkat vagnarna, kom man fram till en design som skulle vara tongivande för alla sovjetiska stridsvagnar under efterkrigstiden – det tillplattade, rundade tornet som ser ut som en uppochnedvänd djup tallrik. IS-3 känns lätt igen på den spetsiga gäddnosen. Konstruktörerna själva kallade den för "örnnäsan", men besättningarnas smeknamn gädda (щука) blev det som fastnade.
På grund av förseningar i utvecklingsarbetet hann man inte färdigställa IS-3 innan kriget tog slut. Det finns uppgifter om att enstaka exemplar deltagit i strid, men det finns inga officiella källor som pekar på detta. Stridsvagnen användes inte heller i Fjärran östern mot japanerna. Fram till den 24 maj hade man byggt 29 exemplar, men av dessa klarade endast 17 fabrikens egna kvalitetstester. JS-3 användes däremot vid uppvisningar och parader, officiellt första gången vid de allierades segerparad i Berlin den 7 september 1945, där modellen imponerade stort på de västallierade.
Produktionen av IS-3 upphörde i mitten av 1946, efter 2 311 färdigställda exemplar.

## Egenskaper
IS-3 (med arbetsnamnet Objekt 703) hade en relativt sofistikerad utformning av torn och chassi med mycket tjocka pansarplåtar – ända upp till 200 mm. Det gjutna tornet hade platt tak och starkt sluttande sidor, som till formen påminde om en uppochnedvänd stekpanna. Tornets profil minskade vagnens totala träffyta och gjorde det svårare att bryta igenom pansaret. Elmotorn som roterade tornet var ansluten till vagnchefens observationssystem: genom att trycka på en knapp kunde han rotera tornet automatiskt tills eldrörets riktning sammanföll med siktlinjen från observationskupolen.
Huvudbeväpningen var samma D-25T som satt i IS-2, men med förbättrad ammunition som medgav en eldhastighet på upp till tre skott i minuten. Räckvidden med kikarsiktet TSj-17 var omkring 5000 meter, men utökades sedermera till omkring 15 000 meter. Ammunitionslagret bestod av 28 granater (18 spränggranater och 10 pansarbrytande granater). Ammunitionen till DT-kulsprutan bestod av 945 patroner i 15 magasin, och den till DSjK-kulsprutan bestod av fem ammunitionsbälten om 50 patroner. JS-3 saknade den främre kulsprutan i chassit som fanns på JS-1 och JS-2.
Motorn var en 12-cylindrig V-11-JS-3 vätskekyld dieselmotor som gav 520 hk vid 2 200 varv/minut. Bränslet förvarades i fyra interna metalltankar med en kapacitet på sammanlagt 540 liter, samt fyra externa cylindriska 90-literstankar som satt på kanten av chassits bakre sidor.
Det föreskrivna antalet länkar i larvbanden var 86, men vagnen kunde köras med så pass få länkar som 79.

## Användning
Som framgår ovan kom IS-3 aldrig till användning under andra världskriget. Däremot använde man stridsvagnen i Ungern 1956, där ungrarna lyckades förstöra flera av stridsvagnarna.
I slutet av 1950-talet genomgick IS-3:orna liksom IS-2:orna omfattande moderniseringsprogram. Den uppgraderade modellen fick beteckningen IS-3M. Ett antal IS-3 skickades till Nordkorea på 1960-talet. Egypten köpte omkring 100 stycken IS-3 och IS-3M mellan 1956 och 1967. Enstaka exemplar levererades till Polen och Tjeckoslovakien.
Under sexdagarskriget i juni 1967 förlorade de egyptiska styrkorna sammanlagt 73 stycken IS-3 och IS-3M. De sovjetiska tunga stridsvagnarna var dåligt lämpade för rörlig mekaniserad krigföring, och dessutom var de inte byggda för att användas i ökenklimat. Den israeliska armén använde erövrade IS-3M ända in på 1970-talet, huvudsakligen som fasta pjäser längs den så kallade Bar Leva-linjen på Sinaihalvön. De användes inte i kriget 1973, och återerövrades senare av Egypten.

### I tjänst
- Sovjetunionen
- Egypten — 110 stridsvagnar
- Israel — erövrade egyptiska
- Irak — 25 stridsvagnar
- Kina — 200 stridsvagnar
- Nordkorea
- Polen — 2 stridsvagnar
- Syrien — 35 stridsvagnar
- Tjeckoslovakien — 1 stridsvagn

## Fotogalleri

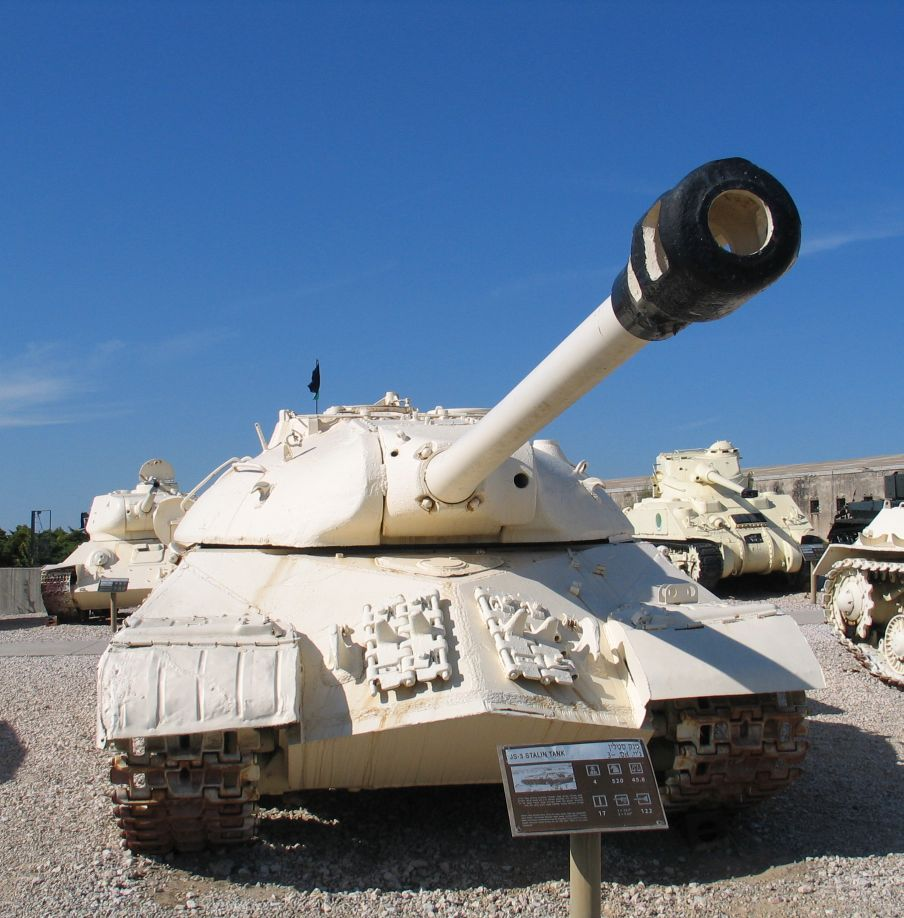
Tank på skärm i Pansarkårens museum. Latrun, Israel
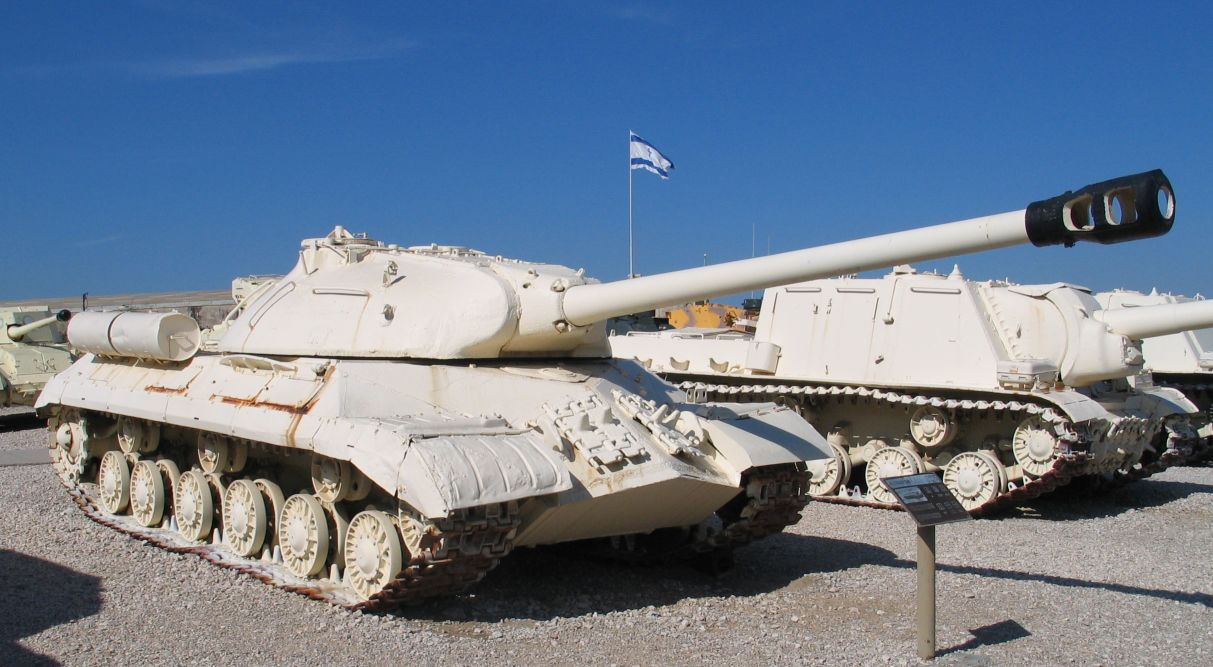
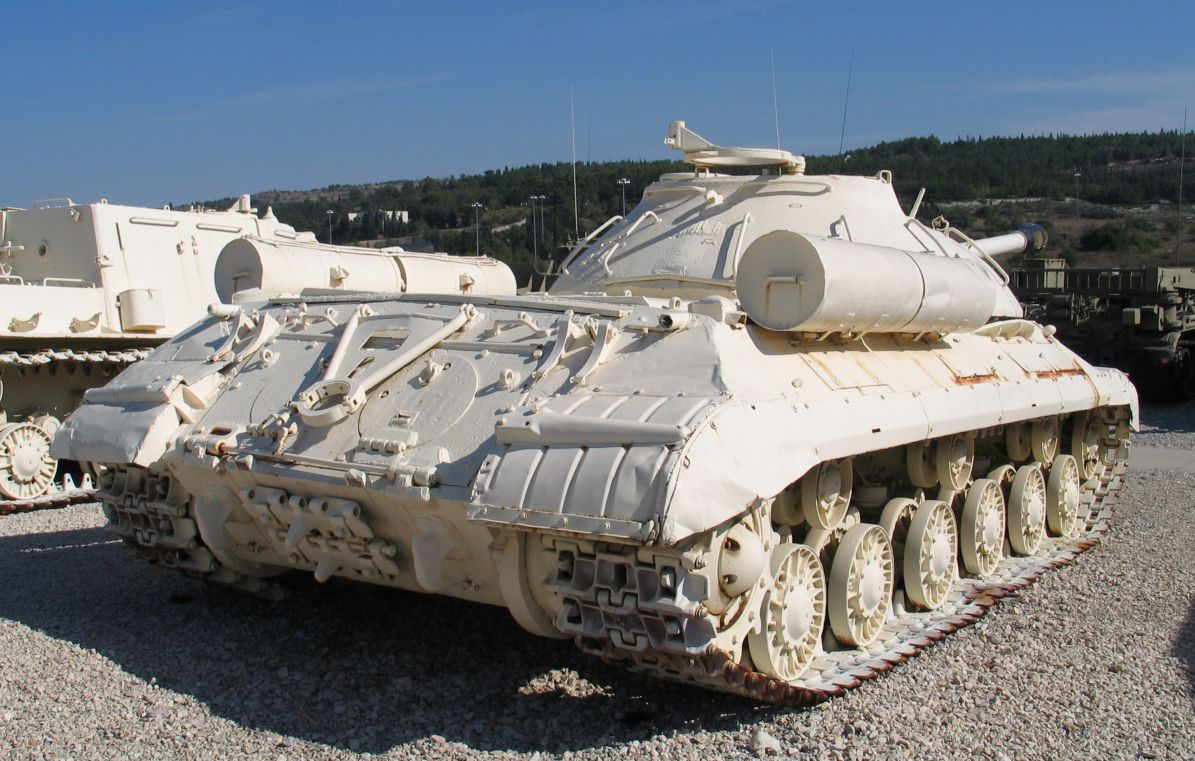
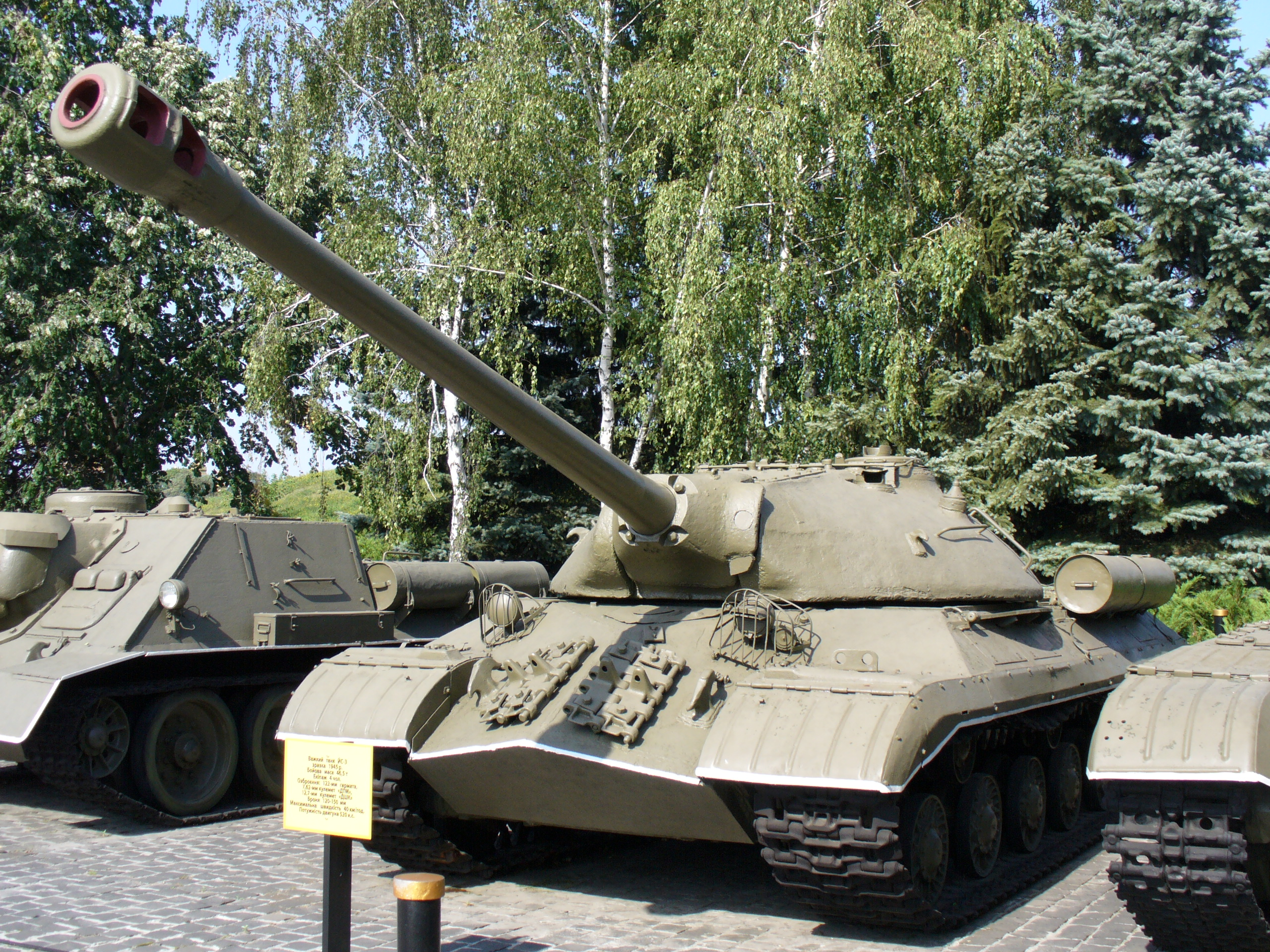
IS-3 på museet av Stora fosterländska kriget. Kiev, Ukraina
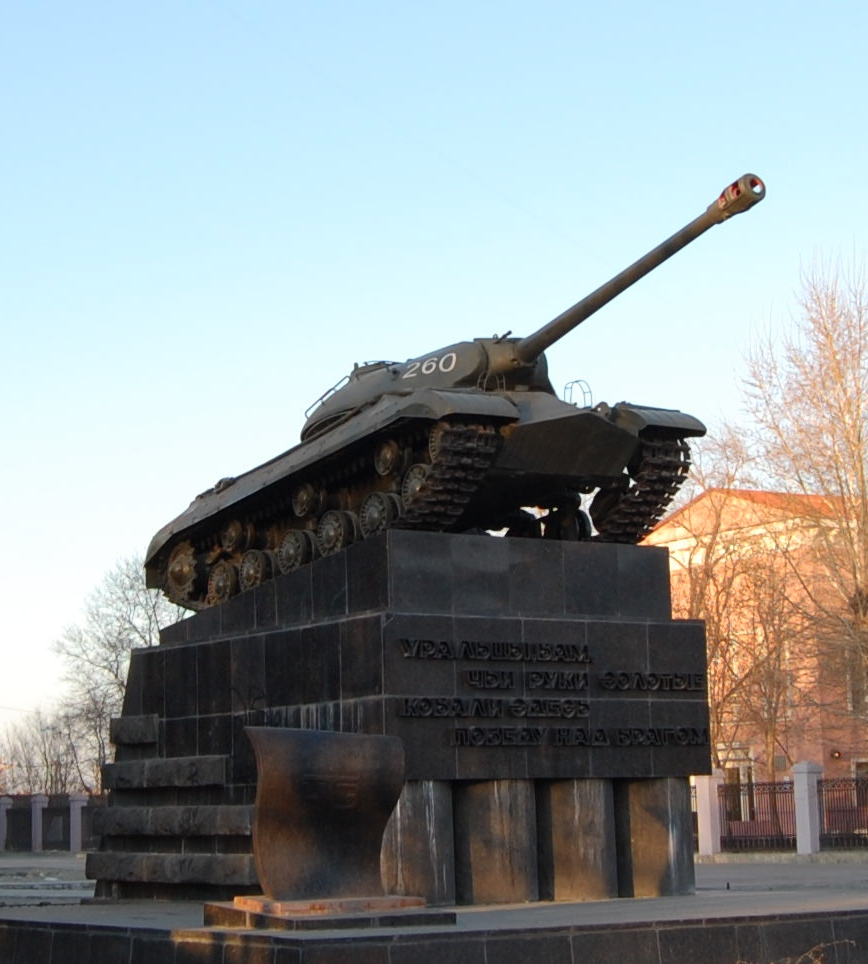
IS-3 på Komsomolskaya torget i Tjeljabinsk, Ryssland
IS-3 på rysk stridsvagn styrkor emblem